# Louis-Félix Rhénasteine
Louis-Félix Rhénasteine (ou, dans la graphie de l'époque, Louy Phélix Rhénasteine ; né à Malmedy le 18 mai 1718 et mort dans la même ville en 1799) est un peintre, portraitiste et auteur de tableaux à sujets religieux.

## Biographie
Il est le fils du peintre Nicolas Rhénasteine.
Il a été attaché à la cour des princes-abbés de Stavelot-Malmedy et à celle des princes-évêques de Liège.
Il a eu trois fils, qui seront également peintres portraitistes : Nicolas Joseph Rhénasteine ou Renasteie (1750-1830), Louis Joseph Félix Rhénasteine (1754-1795), et Englebert Rhénasteine (1758-1831).

## Œuvres

### Tableaux
- Portrait du prince-évêque de Liège Charles-Nicolas d'Oultremont, vers 1763 : Liège, Palais provincial[6].
- Portrait du prince-évêque de Liège François-Charles de Velbrück, 1782 : Liège, Musée Curtius[7].
- Portraits des princes-abbés de Stavelot-Malmedy, Nicolas Massin[8], Joseph de Nollet, 1757, et Jacques-Maximilien-Joseph de Rubin, vers 1770[9] : Malmedy, cathédrale Saints-Pierre-et-Paul et Saint-Quirin .
- Portrait de l’empereur François Ier de Lorraine, huile sur toile, 1757 : Malmedy, trésor de la cathédrale Saints-Pierre-et-Paul et Saint-Quirin[10].
- Résurrection du Christ : Bellevaux, église Saint-Aubin[9].
- Isidore de Séville, vers 1730 : Bévercé, chapelle Saint-Antoine Ermite[9].
- Christ mort sur un linceul avec la Vierge et saint Jean, 1755 : Malmedy, chapelle Saint-François[9].
- Résurrection du Christ, vers 1755 : Malmedy, chapelle de la Résurrection[9].
- Sainte Famille, vers 1745 : Robertville, retable de l'autel majeur de l'église saint-Joseph[9].

### Manuscrits et dessins
- Arcus triumphalis reverendissimo ... D. Nicolao de Massin ... abbati Stabulen. & Malmundarien., manuscrit : livre d'emblèmes peint, dédié à Nicolas Massin : Cambridge (Massachusetts), Houghton Library, Harvard University, cote Ms. lat. 419[11].
- Frontispice du psautier bénédictin du monastère de Malmedy, manuscrit, 1745-1755 : Malmedy, trésor de la cathédrale Saints-Pierre-et-Paul et Saint-Quirin[10].
- Relevé des armoiries de l'abbaye de Stavelot, série de 7 dessins : Liège, Archives de l'État[12].